# Kansai-kan của Thư viện Quốc hội Nhật Bản
Kansai-kan của Thư viện Quốc hội Nhật Bản (国立国会図書館関西館 Kokuritsu Kokkai Toshokan Kansai-kan, Quốc lập Quốc hội đồ thư quán Quan Tây quán) là cơ sở của Thư viện Quốc hội Nhật Bản chính thức khai trương vào tháng 10 năm 2002. Cơ sở này có trụ sở tại Thành phố Khoa học Kansai ở thị trấn Seika, huyện Sōraku, tỉnh Kyōto.

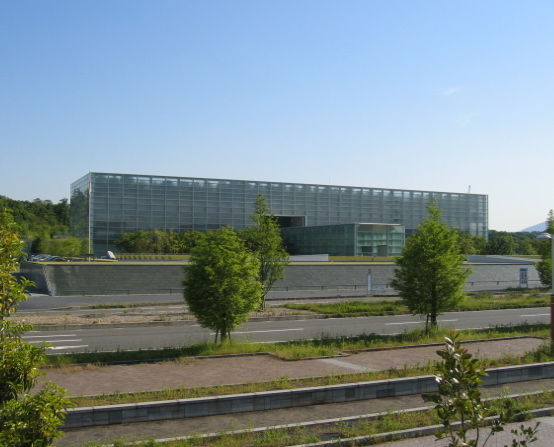
Ảnh chụp Kansai-kan.

Năm 1978, khái niệm cơ bản đầu tiên về Kansai-kan của Thư viện Quốc hội Nhật Bản đã được chính quyền địa phương, hội học thuật và doanh nghiệp ở vùng Kansai giới thiệu là "Thư viện Quốc hội thứ hai". Thư viện Quốc hội Nhật Bản chính thức ra mắt Ủy ban Nghiên cứu Dự án Kansai của Thư viện Quốc hội Nhật Bản vào năm 1982. Và thư viện thứ hai được đổi tên thành Kansai-kan (tên hiện tại) vào năm 1987.